# George Curzon (actor)
Chambré George William Penn Curzon (Amersham, 18 de octubre de 1898-Londres, 7 de mayo de 1976), conocido como George Curzon, fue un capitán de fragata de la Marina Real británica, actor y padre del actual conde de Howe.

## Biografía
Nacido en la localidad inglesa de Amersham, fue el único hijo del diplomático Frederick Curzon-Howe —a su vez hijo de Richard Curzon-Howe, tercer conde de Howe— y de su esposa, la actriz Ellis Jeffreys. Curzon se preparó para entrar en la Armada en el castillo de Osborne, en la isla de Wight, entrando en acción en la Primera Guerra Mundial. Se retiró de la Armada con el rango de capitán de corbeta, sirviendo después como Mensajero de la Reina antes de empezar a trabajar como actor teatral en el circuito del West End londinense en 1930.
Más adelante fue a los Estados Unidos, donde actuó en el teatro antes de dedicarse al cine. En este medio consiguió un pequeño papel como policía en el film de Basil Dean, Escape (1930). Su primera actuación de importancia en el cine llegó en 1935 cuando hizo el papel del título en Sexton Blake and the Bearded Doctor, papel que repitió en las películas Sexton Blake and the Mademoiselle (1935) y Sexton Blake and the Hooded Terror (1938).
Dentro de su carrera cinematográfica, destacan sus interpretaciones en varias películas dirigidas por Alfred Hitchcock antes de mudarse a los Estados Unidos y a Hollywood, de entre las que destaca Inocencia y juventud.
Curzon interrumpió su carrera interpretativa en 1939 cuando, tras interpretar un pequeño papel en la película de Alfred Hitchcock, Jamaica Inn, se alistó de nuevo en la Armada tras el inicio de la Segunda Guerra Mundial. Tras finalizar la contienda retomó su trabajo de actor, trabajando en diversas producciones entre 1947 y 1965.
George Curzon falleció en Londres en 1976. Tuvo dos hijos como fruto de su segundo matrimonio: Frederick Curzon, séptimo conde de Howe (nacido en 1951), y Emma Charlotte (nacida en 1953). Su hijo le sucedió como conde de Howe en 1984 (mucho después de haber fallecido Curzon en 1976) y a su hija se le garantizó el rango de hija de un conde un año más tarde (Lady Emma).

## Filmografía
- Escape (1930)
- Chin Chin Chinaman (1931)
- The Impassive Footman (1932)
- Murder at Covent Garden (1932)
- Her First Affaire (1932)
- After the Ball (1932)
- Strange Evidence (1933)
- Trouble (1933)
- The Scotland Yard Mystery (1934)
- Java Head (1934)
- El hombre que sabía demasiado (1934)
- Lorna Doone (1934)
- Two Hearts in Harmony (1935)
- Sexton Blake and the Bearded Doctor (1935)
- Widow's Might (1935)
- Admirals All (1935)
- Sexton Blake and the Mademoiselle (1935)
- Mozart (1936)
- The White Angel (1936)
- Inocencia y juventud (1937)
- A Royal Divorce (1938)
- Sexton Blake and the Hooded Terror (1938)
- Strange Boarders (1938)
- Q Planes (1939)
- The Mind of Mr. Reeder (1939)
- Jamaica Inn (1939)
- Jassy (1947)
- Uncle Silas (1947)
- The First Gentleman (1948)
- That Dangerous Age (1949)
- For Them That Trespass (1949)
- Sing Along with Me (1952)
- The Cruel Sea (1953)
- Harry Black (1958)
- Woman of Straw (1964)